# Fonction presque périodique
En mathématiques, et plus précisément en analyse, une fonction presque périodique est une application dont les propriétés ressemblent à celles d'une fonction périodique.

## Motivation intuitive et définition de Bohr
Les fonctions presque périodiques sont, intuitivement, des fonctions f (continues) pour lesquelles, en choisissant des « périodes » T de plus en plus grandes, on a une périodicité approximative de plus en plus précise, c'est-à-dire que (pour tout x) l'écart f(x + T) − f(x) peut être rendu arbitrairement petit.
Mais la définition formelle correspondante, à savoir : quel que soit ε > 0, il existe un nombre réel non nul T tel que {\displaystyle \sup _{t\in \mathbb {R} }|f(t+T)-f(t)|\leq \varepsilon }, est en fait insuffisante à capturer cette idée, puisque cette propriété est vérifiée par toutes les fonctions uniformément continues.
En 1923, Harald Bohr a proposé les définitions suivantes :
Soit {\displaystyle f:\mathbb {R} \longrightarrow \mathbb {C} } une fonction et soit ε un réel fixé > 0. Un nombre réel non nul T est appelé une ε-presque période de f si :
On note E(f, ε) l'ensemble des ε-presque périodes de f.
On dit alors qu'une fonction f est presque périodique (au sens de Bohr) si elle est continue et si l'ensemble E(f, ε) est bien réparti pour tout ε > 0, c'est-à-dire que pour tout ε > 0, il existe un réel ℓ > 0, dépendant de ε, tel que tout intervalle de longueur ℓ a une intersection non vide avec E(f, ε) :
[0, ℓ] est appelé intervalle d'inclusion.

## Exemples et propriétés
- Une fonction périodique et continue est presque périodique.
- La fonction {\displaystyle \mathbb {R} \longrightarrow \mathbb {R} ,\ t\mapsto \sin t+\sin {\sqrt {2}}t} est presque périodique bien qu'elle ne soit pas périodique[2].
- Toute fonction presque périodique est bornée.
- Toute fonction presque périodique est uniformément continue.
- Si f et g sont deux fonctions presque périodiques, alors les fonctions f + g et fg le sont aussi ; contrairement aux apparences, ce résultat n'est pas trivial, comme on peut le voir dans la boîte déroulante ci-dessous.

- Si f est une fonction presque périodique et F est une fonction uniformément continue, alors F∘f est une fonction presque périodique. Ce résultat se généralise à plusieurs variables à condition que F soit uniformément continue en chaque variable.
- Si une suite de fonctions presque périodiques converge uniformément vers une fonction f, alors f est presque périodique.
- Si f est une fonction presque périodique dérivable, sa dérivée f ' est presque périodique si elle est uniformément continue sur ℝ.
- Une primitive d'une fonction presque périodique est presque périodique si et seulement si elle est bornée.

## Les grands théorèmes
Le premier grand résultat de la théorie est :
- Toute fonction presque périodique admet une valeur moyenne{\displaystyle M(f)=\lim _{T\rightarrow \infty }{{\frac {1}{T}}\int _{a}^{a+T}{f(u)~{\rm {d}}u}},}résultat dont on déduit le second résultat de la théorie qui concerne la représentation en série de Fourier généralisée :
- Toute fonction f presque périodique s'écrit{\displaystyle f(t)=\sum _{n=1}^{\infty }{a_{n}{\rm {e}}^{{\rm {i}}\lambda _{n}t}}.}formule dans laquelle λn est une suite de nombres réels jouant le rôle de fréquence de Fourier, les an étant les coefficients de Fourier de la série et l'on a une inégalité du genre inégalité de Bessel :

Puis on démontre :
Théorème de Stone-Weierstrass pour les fonctions presque périodiques — L'ensemble des fonctions presque périodiques est l'adhérence, dans l'espace vectoriel complexe des fonctions continues bornées de ℝ dans ℂ (muni de la norme de la convergence uniforme), du sous-espace engendré par la famille de fonctions {\displaystyle t\mapsto \operatorname {e} ^{\mathrm {i} \lambda t}}, indexée par {\displaystyle \lambda \in \mathbb {R} }.
Autrement dit : toute fonction presque périodique peut être approchée uniformément par une suite de polynômes trigonométriques généralisés.
Le calcul des presque-périodes fait appel au théorème d'approximation de Dirichlet (qui se déduit du principe des tiroirs) :
« Soient (ai) une suite finie de n nombres réels quelconques et un entier q > 0, il existe un nombre t dans l'intervalle [1, qn] et des entiers xi tel que chacune des n inéquations suivantes soient satisfaites : |tai – xi| ≤ 1/q. »

## Fonctions analytiques presque périodiques
On imagine fort bien que la théorie des fonctions presque périodiques d'une variable réelle se généralise aux fonctions complexes d'une variable complexe, du moins sur un axe. En fait, on l'étend à une bande avec succès (mais pas au plan tout entier, le théorème de Liouville veille !).
Une fonction f(z), continue dans la bande [a, b] est dite presque périodique si pour tout ε > 0, on peut trouver ℓ = ℓ(ε) tel que tout intervalle de longueur ℓ sur l'axe imaginaire contient un nombre iη tel que
 pour tout z dans la bande considérée. En d'autres termes, la fonction f(x + iy) est presque périodique en y, uniformément en fonction de x, x restant dans l'intervalle [a, b].
Dans la théorie des fonctions analytiques d'une variable, le principe de Phragmén-Lindelöf, qui n'est que l'extension du principe du maximum à un ensemble non borné (bande ou secteur angulaire, ici bande), permet de montrer le résultat suivant (appelé théorème des trois droites de Doetsch (de)) :
« Soit f(z) une fonction analytique bornée dans la bande [a, b].
Soit {\displaystyle M(x)=\sup _{y\in \mathbb {R} }|f(x+iy)|.}
La fonction M(x) est logarithmiquement convexe dans toute bande intérieure à [a, b] :
Si a < x1 < x < x2 < b, on a
{\displaystyle \ln M(x)\leq {\frac {x_{2}-x}{x_{2}-x_{1}}}\ln M(x_{1})+{\frac {x-x_{1}}{x_{2}-x_{1}}}\ln M(x_{2}).} »
Dans la théorie des fonctions analytiques complexes presque périodiques dans une bande, on démontre, en liaison avec le principe de Phragmén-Lindelöf, que la dérivée d'une fonction analytique complexe presque périodique dans une bande [σ1, σ2] est elle-même presque périodique dans la même bande.
De tout cela résulte qu'une fonction analytique régulière presque périodique pour une valeur σ est presque périodique dans une bande maximale [σ1, σ2] où elle reste bornée. En dehors de cette bande, soit elle n'est plus régulière (pôles…) soit elle n'est plus bornée, soit elle cesse d'exister. Sa série de Fourier la représente dans sa bande maximale. Si la fonction redevient presque périodique dans une autre bande, elle y admet une autre série de Fourier.

## Extensions de la notion de fonction presque périodique

### Presque périodicité par rapport à une norme
Soit ║ ║ une norme définie sur un espace de fonctions continues. On dit qu'une fonction f est presque périodique au sens de la norme ║ ║ si
1. f est continue,
2. ║f║ est finie,
3. il existe pour tout ε > 0 un ℓε tel que tout intervalle de longueur ℓε contient une ε-presque période τ telle que :

où {\displaystyle t_{\tau }f(x)=f(x+\tau )} est la fonction f translatée de –τ .
Selon le choix de la norme, on obtient ainsi plusieurs notions différentes de presque périodicité. Les choix les plus courants sont
1. La norme du sup : {\displaystyle \|f\|_{\infty }=\sup _{x\in \mathbb {R} }|f(x)|} qui donne la presque périodicité au sens de Bohr.
2. La norme de Stepanoff : {\displaystyle \|f\|_{S_{l}^{p}}=\sup _{x\in \mathbb {R} }\left|{\frac {1}{l}}\int _{x}^{x+l}|f(u)|^{p}~{\rm {d}}u\right|^{1/p}} qui donne la presque périodicité au sens de Stepanoff[4] pour les nombres l et p.
3. La norme de Weyl : {\displaystyle \|f\|_{W^{p}}=\limsup _{l\to \infty }\|f\|_{S_{l}^{p}}} qui définit la presque périodicité au sens de Weyl.
4. La norme de Besicovitch : {\displaystyle \|f\|_{B^{p}}=\limsup _{T\to \infty }\left({\frac {1}{2T}}\int _{-T}^{+T}|f(u)|^{p}~{\rm {d}}u\right)^{1/p}} qui donne la presque-périodicité au sens de Besicovitch.

La presque-périodicité au sens de Bohr implique toutes les autres (autrement dit, ces autres définitions sont plus générales). Celle de Stepanoff implique celle de Weyl pour le même p.

### Fonctions presque périodiques sur un groupe abélien localement compact
À partir de 1930, les généralisations précédentes et l'apparition de méthodes abstraites telles que le théorème de Peter-Weyl ou la dualité de Pontryagin ouvrirent la voie à une théorie générale.
Si G est un groupe abélien localement compact, on dit que F, appartenant à L∞(G), est presque périodique si l'ensemble de ses translatés par G est relativement compact (c'est-à-dire si l'adhérence de cet ensemble est compacte). L'espace des fonctions presque périodiques est l'adhérence (pour la norme de la convergence uniforme) de l'ensemble des combinaisons linéaires des caractères de G. Si G est compact, les fonctions presque périodiques sont simplement les fonctions continues.
Le compactifié de Bohr (en) de G est le groupe abélien compact B(G) de tous les caractères (non nécessairement continus) du groupe dual de G ; B(G) est un groupe compact dont G est un sous-groupe dense. L'espace des fonctions presque périodiques sur G s'identifie avec l'espace des fonctions continues sur B(G). Plus généralement, on peut définir le compactifié de Bohr d'un groupe topologique G quelconque ; l'espace des fonctions continues (ou même simplement Lp) sur B(G) peut être vu comme un espace de fonctions presque périodiques sur G.

## Caractérisation des fonctions presque périodiques

### Cas des fonctions d'une variable réelle
Dans cette section, on suppose que (X, d) est un espace métrique complet. Si f, g  désignent deux fonctions d'une variable réelle à valeurs dans X,
on définit leur distance par :
Théorème : Soit {\displaystyle f:\mathbb {R} \rightarrow X} une application continue. On a les équivalences :
1. De toute suite réelle (hn)n, on peut extraire une sous-suite {\displaystyle (h_{\varphi (n)})_{n}} telle que {\displaystyle (f_{h_{\varphi (n)}}:x\mapsto f(x+h_{\varphi (n)}))_{n}} converge uniformément dans Xℝ.
2. {\displaystyle \forall \varepsilon >0,\,\exists R(\varepsilon )>0,\,\forall x\in \mathbb {R} }, l'intervalle ]x, x + R(ε)[ contient une ε-presque-période.

La démonstration de 2. ⇒ 1. utilise le procédé d'extraction par diagonale et le fait que si f vérifie 2., alors :
- f est uniformément continue ;
- f(ℝ) est dense dans X.

### Cas complexe
On considère une fonction f méromorphe sur ℂ. On définit : Tε l'ensemble des ε-presque-périodes de f et
Théorème de Sunyer i Balaguer — 
On a les équivalences :
1. De toute suite réelle (hn)n, on peut extraire une sous-suite (hφ(n))n telle que {\displaystyle (f_{h_{\varphi (n)}}:z\mapsto f(z+h_{\varphi (n)}))_{n}} converge uniformément sur ℂ.
2. {\displaystyle \forall \varepsilon >0,\,\exists R>0} tel que tout intervalle du type ]a, a + R[ ou ]ia, ia + iR[ (a ∈ ℝ) contient au moins une ε-presque-période.
3. {\displaystyle \forall \varepsilon >0,\,\exists R>0,\,\forall z_{0}\in \mathbb {C} ,\Delta (z_{0},R)\cap T_{\varepsilon }\neq \varnothing .}